# Cabo Raso (paraje)
Cabo Raso es una localidad del departamento Florentino Ameghino, provincia del Chubut ubicada sobre la ribera del mar argentino del océano Atlántico, en las coordenadas: 44°20′14.92″ S 65°14′57.25″ O. Se sitúa en la bahía o caleta Raso, entre la punta Pescadero y el accidente geográfico denominado: cabo Raso, el cual le dio nombre al pueblo, pues se halla este junto a su base.

## Toponimia

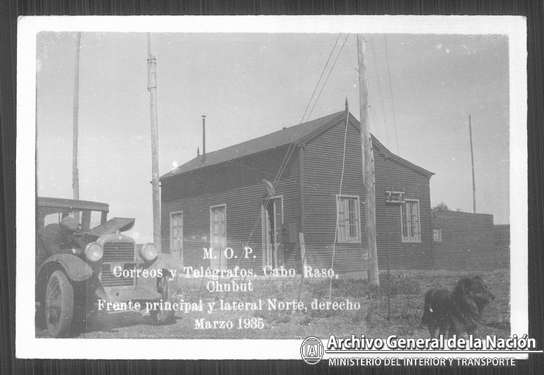
Frente y lateral norte del edificio de Correos y Telégrafos levantado en Cabo Raso por el Ministerio de Obras Públicas.

El nombre del pueblo deriva del accidente geográfico que está en sus costas. Este a su vez se denomina Raso, ya que no es un cabo alto, sino bajo y achaparrado que permitió el diario embarque y desembarque de quienes visitaban sus aguas.

## Historia
Desde fines del siglo XIX era empleado como puerto natural, lo que le otorgó a la localidad cierta prosperidad. En 1899 se instalaron los primeros habitantes en casas de piedras. La importancia del lugar se dio ya que por allí circulaba el transporte terrestre que unía las localidades de la Patagonia costera. Contaba con almacén de ramos generales («La Castellana» perteneciente a la familia de Mercedes Finat), juzgado de paz, estafeta de correo, telégrafo, casas, y calles. El 27 de septiembre de 1901 recaló en sus aguas  el Buque Escuela Fragata Sarmiento. Mientras que el primer bebé nacido en Cabo Raso nació en febrero de 1903, y fue anotado en el modesto registro civil del pueblo. También, contó con  una escuela albergue, la Escuela N.º 92, construida en piedra en el año 1909 (junto a la casa para el director y su familia), para los niños que vivían en las estancias ubicadas hasta a más de 100 kilómetros a la redonda.  Para 1910 Cabo Raso ya contaba con un Juzgado de Paz y una oficina de registro civil, pero aún no lograba tener un servicio de policía estable, con idas y venidas de agentes de policía y una comisaría precaria. Según el censo de población de los territorios nacionales de 1912, que fue realizado por el Ministerio del Interior, en Cabo Raso había 138 habitantes. En el mismo censo se calificó a Cabo Raso como población rural, lo cual indicó, que en la práctica se trataba de un centro o punto de encuentro de diferentes estancias de la zona.
Recién para el 30 de julio de 1921 el poder ejecutivo autorizó la creación de la colonia pastoril - agrícola Cabo Raso. Como resultante, se dio el título de propiedad sobre los alrededores de la localidad a sus habitantes.
Cabo Raso estuvo provisto por una estafeta postal con telégrafo. Esta institución fue clave para el pueblo ya que José Alberto García, un telegrafista hacía las veces de portuario con su linterna y conocimientos del Morse. Gracias a estos saberes, el empleado se comunicaba con los barcos indicándoles cómo estaban las condiciones para anclar bien cerca de la costa.
En cuanto a las actividades productivas una parte de la población se dedicaba a la pesca (especialmente de pejerreyes y salmones de mar), pues allí sus barcos se podían arrimar hasta muy cerca del borde costero, gracias a la importante profundidad de las aguas inmediatas a sus playas. En el año 1925 fue habilitado el faro Cabo Raso.
Todo el año tenía movimiento pues los ómnibus se detenían allí, en su ruta entre las ciudades de Trelew y Comodoro Rivadavia. También, por el mar, especialmente antes de que se construyera la ruta costera, arribaban barcos que abastecían al poblado, transbordando las cargas mediante barcazas, y cargando los fardos de lana que generaban las estancias ovejeras de una amplia región, entre las que cobra relevancia la estancia «La Maciega» pues desde el año 1901 allí pasó parte de su infancia Juan Domingo Perón. Sus atractivos naturales le otorgaban una cualidad extra cuando el turismo patagónico-costero se incrementase. 
Sin embargo, Desde los años 1970 el que se decidiera pavimentar la Ruta Nacional 3 no por el trazado costero sino por uno que corriese hacia el interior, con el objetivo de acortar las distancias entre Trelew y Comodoro, significó la muerte para la localidad. La razón del desplazamiento de la carretera nacional en dirección a una extensa y monótona recta, fue evitar que la ruta hiciera el zigzagueo por los barrancos de la estepa y los cañadones hasta el mar. De este modo. El pueblo quedó lejos de todo. Camarones, un poco más desarrollado en aquel entonces, pudo escapar al destino, a pesar del desplazamiento de la ruta, y logró prosperar y conservar su identidad de auténtico pueblo patagónico.
La primera señal del fin fue el cierre de su histórica estafeta posta en 1972. Mientras que la nueva ruta pavimentada alejó para siempre de Cabo Raso al movimiento vehicular, por lo que en pocos años, el pueblo perdió sus 200 habitantes. Sin embargo, Mercedes Finat permaneció como la última y única habitante del poblado. Cabo Raso vería su última construcción levantarse en 1981. No obstante, en realidad no era una vivienda sino una posición antiaérea destinada a defender el continente durante la guerra de las Malvinas, que nunca llegó a utilizarse. Hoy está allí, indestructible, detrás de las acanaladas chapas del viejo correo. Finalmente, en 1987 la última habitante Mercedes Finat falleció. Esta pobladora permaneció 30 años ininterrumpidos en el pueblo y daba los partes meteorológicos a Rawson ad honorem. Sus restos fueron sepultados en el cementerio del lugar. Luego el poblado quedó abandonado, tornando a la localidad en un «pueblo fantasma».
En 1986 se construyó un búnker para pruebas del Vector Cóndor II.
En Proyecto misilístico Cóndor. Su origen, desarrollo y cancelación página  147 Autor Dr. Pablo De León Universidad de San Andrés Doctorado en Historia el autor describe como se  seleccionó Cabo Raso para hacer las pruebas.
Ya desde 1986 la Fuerza Aérea Argentina había visto la necesidad de encontrar un sitio de lanzamiento para los cohetes Cóndor. Se eligió Cabo Raso, en la provincia de Chubut, al sur de Punta Tombo, un lugar que reunía las características necesarias para las pruebas en vuelo del Cóndor. Esta selección fue entregada a la Fuerza Aérea en marzo de 1987 y enseguida empezaron las obras de construcción primarias.
El Comodoro Maggi cuenta que en la zona había un asentamiento que había tenido hasta un hotel que un incendio destruyó y que en ese momento en la zona solo quedaban dos habitantes. En ese lugar se adecuaron los caminos para permitir el acceso de camiones y contenedores, se construyó una casamata de protección en concreto reforzado para los lanzamientos de pruebas y se llevó material premoldeado para el conducto de cables desde la rampa de lanzamiento hasta el área de control. Todo debía ser desarmable, menos las instalaciones permanentes como la casamata. De esta manera, para 1988 todas las instalaciones estaban operativas.
El Comodoro Miguel Vicente Guerrero Director del Proyecto Cóndor II y otros oficiales de la Fuerza Aérea Argentina estuvieron en Cabo Raso en 1988. Se puede ver en Cabo Raso el búnker abandonado. 
Los restos del pueblo desde 2007 volvió a ser habitado por una familia de 4 personas, de los cuales solo perdura un matrimonio actualmente. Desde entonces se instalaron en una casilla en la zona de los tamariscos. Gracias al arribo de los nuevos pobladores se pudo reconstruir parte de los edificios abandonados para que los visitantes pudieran disfrutar de todo el lugar. Dicha restauración fue pensada respetando los diseños originales de los edificios sin alteraciones. Luego de la restauración el matrimonio emprendió el refugio Natural Cabo Raso destinado a recibir turistas para conocer o pasar estadías en el lugar.
El emprendimiento no cuenta con señal, energía eléctrica y el agua potable es traída en bidones. Además, hay extracción de aguas subterráneas que son usadas solo para lavar y luego reutilizadas para regar. Por último, para preservar el agua y el medio ambiente se hace uso de baños secos con cenizas.
En año 2023 la localidad volvió a ser noticia cuando una colonia de lobos marinos fue localizado por tener un brote de gripe aviar. De este modo, un equipo del Servicio Nacional de Sanidad y Calidad Agroalimentaria intervino ante la importante presencia de lobos marinos muertos. Asimismo, otros 15 animales se hallaron enfermos.

## Turismo
El paraje ofrece una excelente playa ideal para nadar, pescar y surfear. Además, en sus costas yace un barco pesquero que naufrago y al que se puede acceder. Por otra parte, el emprendimiento turístico creó plantaciones de 100 olivos y recolecta sal marina para su gastronomía. Por último, se puede visitar su cementerio en buen estado y el búnker en desuso de la FFAA.

## Características geográficas
Cabo Raso presenta una costa conformada por playas de canto rodado. El clima es árido, templado-frío, y ventoso todo el año, en especial en primavera. Los acumulados pluviométricos anuales rondan los 181 mm. Este paraje es menos afectado por las nevadas invernales, las que suelen durar pocos días, pues la región es morigerada por las aguas del mar Argentino, por lo que de igual manera el calor estival es menos marcado que hacia el interior. El tipo climático característico es el «Patagónico semiárido».
Florísticamente, constituye el límite ecotonal entre el distrito fitogeográfico del monte de llanuras y mesetas de la provincia fitogeográfica del monte por el norte, del distrito fitogeográfico del golfo San Jorge de la provincia fitogeográfica patagónica por el sur. Incluye en su mayor parte formaciones de estepas herbáceas y arbustivas.

## Acceso
A Cabo Raso se arriba por Ruta Nacional 3 hasta la entrada a Camarones. Luego, desde Camarones al cabo se debe continuar por ruta provincial 1 unos 80 km de ripio transitables y se arriba en el km 282. La dificultad del acceso deviene con las lluvias, ya que a veces se producen grietas peligrosas. El recorrido total puede durar más de 3 horas.
El lugar es frecuentado por pescadores, recolectores de algas, y campamentistas atraídos por sus paisajes y su fauna marina, entre las que destacan las aves marinas, y lobos marinos.